# Gobius roulei
Gobius roulei — вид риб з родини бичкових (Gobiidae). Демерсальна, глибоководна морська риба, сягає 8 см довжиною. Живе на глибинах 320–385 м в східній Адріатиці та Середземному морі, також біля берегів Португалії.